# Remote Terminal Unit
Una RTU (acronimo di Remote Terminal Unit - Unità Terminale Remota) è un dispositivo elettronico di controllo a microprocessore che interfaccia oggetti del mondo fisico a un sistema di controllo distribuito o uno SCADA (supervisory control and data acquisition system) attraverso la trasmissione di dati acquisiti dalla strumentazione collegata al sistema di supervisione.
In alcune occasioni la RTU è indicata come remote telemetry unit - unità telemetrica remota.

## Architettura e Comunicazione
La RTU monitora i parametri di campo digitali e analogici e trasmette i dati alla stazione di monitoraggio centrale. La RTU può essere interfacciata con il sistema di supervisione centrale con diversi mezzi di comunicazione - in genere seriale (RS232, RS485, RS422), Ethernet. GPS o GPRS. Generalmente le RTU sono in grado di supportare i protocolli standard (Modbus, IEC 60870-5 -101/103/104, DNP3 , IEC 60870-6 -ICCP, IEC 61850 , ecc) per interfacciare qualsiasi software di terze parti. In alcune applicazioni di controllo, le RTU sono in grado di pilotare unità esterne di campo attraverso una uscita digitale (o "DO").
La RTU può monitorare gli ingressi analogici di tipo diverso: 4-20 milliampere ( 4-20 mA ), 0-10 V., da -2,5 a 2,5 V, 1-5 V, ecc.
Nella maggioranza dei casi le RTU sono alimentate da batterie ricaricabili a lunga durata e quindi possono essere utilizzate anche in siti non alimentati dalla rete dell'energia elettrica. Per questo le RTU in genere sono preferite ai PLC (controllori logici programmabili) per il controllo remoto di postazioni geografiche isolate, spesso attraverso la comunicazione wireless o solo attraverso SMS GPS, mentre i PLC sono più adatti per il controllo di postazioni all'interno di impianti, linee di produzione, ecc.
La IEC 61131 è il tool di programmazione è più popolare per l'utilizzo con i PLC, mentre le RTU spesso utilizzano tools di programmazione proprietari.

## Software e logica di controllo
Le moderne RTU sono in genere in grado di eseguire semplici programmi automatizzati senza coinvolgere i computer host del sistema di supervisione o dello SCADA. Trovano larga applicazione nei sistemi di telemisura e controllo a distanza delle reti di distribuzione del Gas e nelle reti di distribuzione idrica.

## Principali applicazioni
- Monitoraggio a distanza degli impianti petroliferie del gas, (piattaforme off-shore, pozzi di petrolio onshore).
- Monitoraggio delle stazioni di pompaggio (raccolta delle acque reflue, o per l'approvvigionamento idrico).
- Monitoraggio e controllo delle reti idriche (approvvigionamento idrico, serbatoi, sistemi fognari).
- Monitoraggio ambientale (sistemi di inquinamento, qualità dell'aria, monitoraggio delle emissioni).
- Monitoraggio dei siti minerari.
- Supervisione e la registrazione dei dati della reti elettriche.
- Sistemi di allarme e controllo outdoor.